# 唐山町
唐山町（からやまちょう）は、愛知県名古屋市千種区の地名。現行行政地名は唐山町1丁目から唐山町3丁目。住居表示未実施。

## 地理
名古屋市千種区南東部に位置する。北から北東は東山通、南東は東山元町、南西は園山町、北西は朝岡町に接する。

## 歴史

### 地名の由来
田代町の字唐山に由来する。唐山は、唐人（渡来人）が唐器（陶器）を産した土地であることに由来するとみられる。

### 沿革
- 1945年（昭和20年）9月20日 - 千種区田代町の一部により同区唐山町として成立[5]。
- 1948年（昭和23年）3月1日 - 田代町の一部を編入する[1]。

## 世帯数と人口
2019年（平成31年）1月1日現在の世帯数と人口は以下の通りである。
| 町丁   | 世帯数  | 人口    |
| ------ | ------- | ------- |
| 唐山町 | 783世帯 | 1,599人 |

### 人口の変遷
国勢調査による人口の推移
| 1950年（昭和25年） | 462人   | [ 6 ]     |  |
| 1955年（昭和30年） | 880人   | [ 6 ]     |  |
| 1960年（昭和35年） | 1,304人 | [ 7 ]     |  |
| 1965年（昭和40年） | 1,566人 | [ 7 ]     |  |
| 1970年（昭和45年） | 1,859人 | [ 8 ]     |  |
| 1975年（昭和50年） | 1,918人 | [ 8 ]     |  |
| 1980年（昭和55年） | 1,913人 | [ 9 ]     |  |
| 1985年（昭和60年） | 1,818人 | [ 9 ]     |  |
| 1990年（平成2年）  | 1,797人 | [ 10 ]    |  |
| 1995年（平成7年）  | 1,894人 | [ 11 ]    |  |
| 2000年（平成12年） | 1,814人 | [ WEB 6 ] |  |
| 2005年（平成17年） | 1,752人 | [ WEB 7 ] |  |
| 2010年（平成22年） | 1,713人 | [ WEB 8 ] |  |

## 学区
市立小・中学校に通う場合、学校等は以下の通りとなる。また、公立高等学校に通う場合、学区は以下の通りとなる。なお、小・中学校は学校選択制度を導入しておらず、番毎で各学校に指定されている。
| 丁目        | 小学校                                    | 中学校                                    | 高等学校 |
| ----------- | ----------------------------------------- | ----------------------------------------- | -------- |
| 唐山町1丁目 | 名古屋市立見付小学校 名古屋市立東山小学校 | 名古屋市立城山中学校 名古屋市立東星中学校 | 尾張学区 |
| 唐山町2丁目 | 名古屋市立見付小学校 名古屋市立東山小学校 | 名古屋市立城山中学校 名古屋市立東星中学校 | 尾張学区 |
| 唐山町3丁目 | 名古屋市立東山小学校                      | 名古屋市立東星中学校                      | 尾張学区 |

## 施設
- 名古屋市交通局唐山変電所[2]
- 青葉幼稚園[2]

## 史跡
- 唐山町2丁目遺跡

2丁目43番地に所在。

## その他

### 日本郵便
- 郵便番号 : 464-0806[WEB 3]（集配局：千種郵便局[WEB 11]）。

### WEB
1. 1 2  “愛知県名古屋市千種区の町丁・字一覧”.   人口統計ラボ. 2016年1月29日閲覧。
2. 1 2  “町・丁目(大字)別、年齢(10歳階級)別公簿人口(全市・区別)”.   名古屋市 (2019年1月23日). 2019年1月23日閲覧。
3. 1 2  “郵便番号”.  日本郵便. 2019年1月6日閲覧。
4. ↑  “市外局番の一覧”.   総務省. 2019年1月6日閲覧。
5. ↑  名古屋市役所市民経済局地域振興部住民課町名表示係 (2015年10月21日). “千種区の町名一覧”.   名古屋市. 2016年1月29日閲覧。
6. ↑  名古屋市役所総務局企画部統計課統計係 (2005年7月1日). “（刊行物）名古屋の町(大字)・丁目別人口 (平成12年国勢調査) (8)千種区(第1表から第3表)” (xls). 2015年10月15日閲覧。
7. ↑  名古屋市役所総務局企画部統計課統計係 (2007年6月27日). “（刊行物）名古屋の町(大字)・丁目別人口 (平成17年国勢調査) (8)千種区(第1表から第3表）” (xls). 2015年10月15日閲覧。
8. ↑  名古屋市役所総務局企画部統計課統計係 (2012年4月22日). “（刊行物）名古屋の町(大字)・丁目別人口 (平成22年国勢調査) (8)千種区(第1表から第3表）” (xls). 2015年10月15日閲覧。
9. ↑  “市立小・中学校の通学区域一覧”.   名古屋市 (2018年11月10日). 2019年1月14日閲覧。
10. ↑  “平成29年度以降の愛知県公立高等学校（全日制課程）入学者選抜における通学区域並びに群及びグループ分け案について”.   愛知県教育委員会 (2015年2月16日). 2019年1月14日閲覧。
11. ↑  郵便番号簿 平成29年度版 - 日本郵便. 2019年01月06日閲覧 (PDF)

### 書籍
1. 1 2  名古屋市計画局 1992, p. 735.
2. 1 2 3 4  「角川日本地名大辞典」編纂委員会 1989, p. 1465.
3. 1 2  名古屋市計画局 1992, p. 101.
4. ↑  「角川日本地名大辞典」編纂委員会 1989, p. 441.
5. ↑  名古屋市計画局 1992, p. 375.
6. 1 2  名古屋市総務局企画室統計課 1957, p. 72.
7. 1 2  名古屋市総務局企画部統計課 1967, p. 67.
8. 1 2  名古屋市総務局統計課 1977, p. 41.
9. 1 2  名古屋市総務局統計課 1986, p. 16・17.
10. ↑  名古屋市総務局企画部統計課 1991, p. 4.
11. ↑  名古屋市総務局企画部統計課 1996, p. 7.
12. ↑  千種区制施行50周年記念事業実行委員会 1987, p. 55.

### 統計資料
- 名古屋市総務局企画室統計課 編『昭和31年版 名古屋市統計年鑑』名古屋市、1957年。
- 名古屋市総務局企画部統計課 編『昭和41年版 名古屋市統計年鑑』名古屋市、1967年。
- 名古屋市総務局統計課 編『昭和51年版 名古屋市統計年鑑』名古屋市、1977年。
- 名古屋市総務局統計課 編『昭和60年国勢調査 名古屋の町・丁目別人口（昭和60年10月1日現在）』名古屋市役所、1986年。
- 名古屋市総務局企画部統計課 編『平成2年国勢調査 名古屋の町（大字）別・年齢別人口（平成2年10月1日現在）』名古屋市役所、1994年。
- 名古屋市総務局企画部統計課 編『平成7年国勢調査 名古屋の町（大字）・丁目別人口（平成7年10月1日現在）』名古屋市役所、1996年。